# Щасливе (Криворізький район)
Щасли́ве — село в Україні, у Широківській селищній громаді Криворізького району Дніпропетровської області.
До 2020 року орган місцевого самоврядування — Шестірнянська сільська рада. Населення — 645 мешканців.

## Географія
Село Щасливе знаходиться на лівому березі річки Інгулець, вище за течією на відстані 1,5 км розташоване село Андріївка, нижче за течією на відстані 3 км розташоване село Шестірня, на протилежному березі - села Андріївка, Городуватка і Розівка.

## Історія
Станом на 1886 рік у селі Широківської волості мешкало 1489 осіб, налічувалось 232 двори, існували молитовний будинок, школа та лавка.
19 вересня 2024 року Верховна Рада підтримала перейменування села Новокурське на Щасливе. 26 вересня 2024 року перейменування набуло чинності.

## Населення

### Мова
Розподіл населення за рідною мовою за даними перепису 2001 року:
| Мова       | Кількість | Відсоток |
| ---------- | --------- | -------- |
| українська | 597       | 91.71%   |
| російська  | 52        | 7.99%    |
| білоруська | 2         | 0.30%    |
| Усього     | 651       | 100%     |

## Економіка
- ТОВ «Дружба Плюс».

## Об'єкти соціальної сфери
- Школа.
- Фельдшерський пункт.
- Клуб.

## Інтернет-посилання
- Погода в селі Новокурське [Архівовано 20 грудня 2011 у Wayback Machine.]